# Liga Narodowo-Demokratyczna
Liga Narodowo-Demokratyczna (LND) – podziemna organizacja opozycyjna w PRL. Założona i działająca początkowo głównie w Uniwersytecie Warszawskim. Głosiła hasła narodowo-chrześcijańskie oraz antykomunistyczne.

## Historia organizacji
Decyzję o stworzeniu tajnej niepodległościowej organizacji narodowej podjęli Przemysław Górny i Józef Kossecki 15 sierpnia 1957 roku na Rusinowej Polanie. Organizacja ukonstytuowała się w 1958 jako „Liga Narodowo-Demokratyczna”. Liga wywodziła się częściowo z rozwiązanego przez władze PRL w styczniu 1957 roku Związku Młodych Demokratów (Przemysław Górny był jednym z przywódców ZMD związanego ze Stronnictwem Demokratycznym), częściowo ze środowisk endeckich (Kossecki był bliskim współpracownikiem dr Jana Bogdanowicza i mecenasa Leona Mireckiego). Była organizacją środowiskową, skupiającą głównie studentów prawa Uniwersytetu Warszawskiego oraz warszawskich licealistów.

Wzorem dawnej Ligi Narodowej – do której tradycji nawiązywała – miała strukturę, której kolejne szczeble organizacyjne miały formę stopni wtajemniczenia, przy czym członkowie niższego stopnia nie mieli prawa wiedzieć o istnieniu stopni wyższych – z wyższym stopniem miała kontakt i wiedziała o jego istnieniu tylko osoba kierująca danym stopniem niższym, zaś o działalności stopni niższych wiedzieli tylko członkowie kierownictwa danego stopnia. Tego typu struktura została opracowana przez działaczy narodowych pod zaborami i wykorzystywana była również w czasie rządów sanacji. Z tego względu trudne jest ustalenie najwyższego szczebla kierowniczego. Według niektórych źródeł najwyższą władzę miał dzierżyć Walenty Majdański. Jako podstawę doktryny LND przyjęto naukę o cywilizacjach Feliksa Konecznego.

„Będziemy więc konsekwentnie dążyć do odrodzenia moralnego narodu, przez zwalczanie neomaltuzjanizmu, pijaństwa, seksualizmu, nieuczciwości, prywaty i nieodpowiedzialności. (...) Poprawę warunków bytu należy uzyskać przez zmianę ustroju gospodarczego i politycznego. (...) Szczególnie niebezpieczne dla naszego bytu narodowego jest przenikanie obcych kultur do naszego życia wewnętrznego, zwłaszcza kultur: żydowskiej, bizantyjskiej i turańskiej”

„a/ Kształtowanie kadry działaczy politycznych, zdolnych do samodzielnego realizowania programu Ligi w każdych warunkach, w jakich się znaleźli.

b/ Rozbudowa sieci organizacyjnej opartej na kolejnych stopniach hierarchii.

c/ Studia nad sytuacją polityczną oraz praca nad dostosowaniem polskiej myśli politycznej do zmienionych warunków.

d/ Stopniowe przenikanie do wszystkich organizacji jawnie działających i do aparatu państwowego.

e/ W etapie I-szym wszelkie wystąpienia na zewnątrz muszą być wykluczone i wszystkich członków obowiązuje bezwzględne zachowanie tajemnicy co do szczegółów działalności Ligi”.

7 maja 1960 w Warszawie, w domu akademickim Politechniki Warszawskiej przy placu Narutowicza, Służba Bezpieczeństwa aresztowała sześciu uczestników tajnego spotkania: Józefa Kosseckiego, Przemysława Górnego, Janusza Krzyżewskiego, Henryka Klatę, Mariana Barańskiego i Andrzeja Glazera. W miejscu zamieszkania zatrzymano Zbigniewa Kwietnia, Henryka Goryszewskiego, Ryszarda Pachuckiego, Antoniego Michalskiego, Janusza Witkuna i Ryszarda Ostrowskiego. W mieszkaniach zatrzymanych przeprowadzano rewizje. W późniejszym czasie do śledztwa dołączono starszych działaczy ruchu narodowego - Jana Piotra Bogdanowicza i Leona Mireckiego. Po ponad 9-miesięcznym śledztwie i po ponad roku od aresztowania, 29 maja 1961 zakończył się niejawny proces całej grupy. Kosseckiego i Górnego skazano na 2 lata więzienia, Krzyżewskiego i Klatę na 10 miesięcy, Barańskiego i Kwietnia na 6 miesięcy, a Bogdanowicza i Mireckiego uniewinniono. Wobec reszty zatrzymanych postępowanie umorzono. Po wyjściu z więzienia część działaczy próbowała wznowić działalność Ligi, jednak w 1964 ostatecznie uznano zakończenie działalności.
20 września 1991 miała miejsce rewizja nadzwyczajna Prokuratora Generalnego. Przed Sądem Wojewódzkim w Warszawie odbył się proces rehabilitacyjny członków Ligi Narodowo-Demokratycznej skazanych w 1961
Przemysław Górny został odznaczony 3 maja 2006 przez prezydenta RP Lecha Kaczyńskiego Krzyżem Komandorskim Orderu Odrodzenia Polski za działalność opozycyjną.

## Działacze
Organizatorami poszczególnych oddziałów i komórek Ligi byli m.in. Przemysław Górny, Józef Kossecki i Janusz Krzyżewski.